# ألفارو ري
ألفارو ري (بالإسبانية: Álvaro Rey González) (26 مارس 1998 إشبيلية إسبانيا - ) هو لاعب كرة قدم إسباني يلعب كمهاجم.

## روابط خارجية
- ألفارو ري على موقع الدوري الأمريكي (الإنجليزية)
- ألفارو ري على موقع قاعدة بيانات كرة القدم.إي يو (الإنجليزية)
- ألفارو ري على موقع Soccerbase.com (لاعب) (الإنجليزية)
- ألفارو ري على موقع Soccerway.com (الإنجليزية)
- ألفارو ري على موقع AS.com (الإسبانية)